# Helvellyn (opéra)
Pour les articles homonymes, voir Helvellyn.
Personnages
- Mabel, veuve et héritière d'un riche homme d'État ou propriétaire terrien (soprano)
- Martin, un enfant trouvé protégé par Mabel (ténor)
- Luke, le frère aîné déshérité du défunt homme d'État (baryton)
- Hannah, une orpheline (soprano)
- Vieux Steenie, un très vieux serviteur de la ferme (basse)

Airs
- Song « A blessing on the harvest fall » (Martin) - acte I
- Part Song « Harvest home » (chœur) - acte II
- Ballad « Wear this flower and think of me » (Martin) - acte II

Helvellyn est un opéra anglais en quatre actes, sur une musique de George Alexander Macfarren et livret de John Oxenford.
Il a été d'abord joué au Royal Opera House, Covent Garden de Londres, le 3 novembre 1864.

## Argument
L'opéra se déroule dans la ferme de Mabel, sur les pentes orientales d'Helvellyn, dans le Lake District anglais, et dans le village voisin. Nous sommes au début du XVIIIe siècle.

### Premier acte
Le premier acte se déroule au pied de la montagne du même nom en Cumbria. Steenie, un vieux fermier grincheux, regarde depuis la ferme et grogne tandis que les premières laitières, puis les faucheuses, puis les semeuses, reviennent toutes à la ferme plus tôt que prévu : chaque groupe explique que son travail est terminé et que la journée est presque terminée et Steenie doit admettre que leur retour anticipé n'est pas le résultat de l'oisiveté. Les filles lui demandent de passer le temps avant le dîner en leur racontant une histoire, le flattant qu'il raconte les meilleures histoires du coin. Steenie se lance dans une histoire sur la fonderie qui a été incendiée ; Ralph, un bon ouvrier mais grincheux, avait été injustement puni par son maître et avait juré de se venger. Peu de temps après, l'incendie éclata et bien que la femme de Ralph ait supplié le maître de sauver Ralph alors que les flammes se propageaient, il ne le fit pas et Ralph mourut dans l'incendie. Il conclut le récit en répétant la malédiction entendue dans l'ouverture.
La propriétaire de la ferme, Mabel, une veuve, arrive et rappelle à tout le monde qu'il faut bien dormir ce soir car la récolte continuera demain. Elle demande si Martin est déjà de retour et les ouvriers lui répondent que c'est typique du bon cœur de Martin d'être toujours le premier à partir au travail et le dernier à rentrer à la maison. Juste à temps, Martin arrive et chante un chant joyeux de bénédiction pour le travail honnête, pour la récolte et pour le sol fertile. Mabel accueille chaleureusement Martin et il dit qu'il ne peut s'empêcher d'être joyeux lorsqu'il est avec la gentille femme qui l'a accueilli comme orphelin. Mabel le fait taire et a alors un frisson d'appréhension en se souvenant de Luke, le frère de son mari, qui avait travaillé à la fonderie dix ans plus tôt, mais qui, après l'incendie, avait disparu sous la malédiction de son père et n'a pas été revu depuis. Martin suggère qu'il est peut-être mort maintenant, mais Mabel répond qu'à chaque fois qu'elle pense à la prospérité de la ferme, elle se souvient de Luke et son bonheur est ruiné. Martin essaie de lui remonter le moral en lui disant que même l'aube la plus triste peut souvent donner naissance à une belle journée.
Soudain, Hannah descend d'Helvellyn ; Elle explique qu'elle est une orpheline fatiguée et demande de la nourriture et un abri pour la nuit. Mabel et Martin l'accueillent chaleureusement, mais Steenie grogne qu'ils ne savent rien d'elle. Hannah est accueillie et tout le monde se rend à l'écurie pour le dîner, Steenie grommelant que la nouvelle arrivée a dû jeter un sort sur tout le monde, laissant Mabel s'asseoir seule à contempler la belle vie qu'elle a et à remercier le ciel pour sa bonne fortune.
Une voix se fait entendre et un homme descend maintenant la colline. C'est Luke, chantant joyeusement sa vie de mendiant à Londres : il annonce qu'il est rentré chez lui pour réclamer son héritage légitime maintenant que son frère, le mari de Mabel, est mort. Mabel est choquée ; Il lui dit qu'il peut rester la nuit, mais Luke a l'intention de rester beaucoup plus longtemps. Maintenant, les ouvriers sortent de la grange, leur repas terminé, et le vieux Steenie reconnaît Luke. Mabel murmure à Martin que son mari lui a tout laissé dans son testament, mais qu'elle doit se rendre à Londres pour rassembler des preuves contre les affirmations de Luke. Il dit aux ouvriers agricoles qu'en son absence, c'est Martin qui sera aux commandes et se prépare à partir. Martin promet de s'assurer que tout soit fait correctement pendant son absence, et Luke exprime calmement sa détermination à avoir la ferme pour lui-même. Steenie se plaint simplement qu'ils auraient dû le laisser en charge, mais les derniers mots de Mabel sont qu'il ne devrait y avoir aucune jalousie et que Martin a une confiance totale.

### Deuxième acte
Presque un mois plus tard. Luke se demande si sa fausse respectabilité le mène quelque part et réfléchit aux problèmes que posent les biens matériels : il ne respecte la propriété que lorsqu'elle lui appartient. Il se souvient du moment où il a osé aspirer à la main de la fille du maître, et comment l'incendie de la fonderie s'en est suivi, et le vieux Ralph a été blâmé. Un enfant passe et il se souvient comment il a vu un enfant à la lumière du terrible incendie ; brièvement, il se demande qui pourrait être la jeune orpheline. Il se débarrasse de ses doutes et se souvient qu’il est désormais un homme honnête.
La petite fille réapparaît, cette fois avec Hannah, qui l'envoie avec du lait pour sa mère malade. Luke commente sournoisement qu'il est facile d'être généreux avec la propriété de quelqu'un d'autre, et est presque enclin à renvoyer Hannah dès qu'il en devient propriétaire, sauf qu'elle est trop gentille pour être renvoyée. Il l'appelle, mais Hannah hésite à lui parler. Il lui dit qu'il l'aime, et quand Hannah dit qu'elle est profondément insultée, il lui dit qu'elle peut la courtiser aussi doucement que n'importe qui d'autre, et lui demande un baiser. On peut entendre les ouvriers agricoles à l'extérieur chanter une chanson de récolte, et Hannah profite de la distraction pour attraper une faux et menace de l'utiliser sur Luke s'il continue à la courtiser. Luke recule, commentant en partant qu'il serait un meilleur ami qu'un ennemi pour elle.
Les heureux faucheurs arrivent en tirant une charrette à bras chargée, sur laquelle se trouve Martin (aucun agent de santé et de sécurité n'avait encore atteint les pentes reculées d'Helvellyn). Ils sont tous heureux d'avoir récolté et Martin leur promet un banquet festif. Ils partent, laissant Martin et Hannah seuls. Martin demande à Hannah pourquoi elle semble toujours vouloir l'éviter, mais elle le nie. Il lui offre un trèfle à quatre feuilles qu'il a trouvé et lui demande de le porter pour lui. Hannah lui dit de le garder et retourne à la laiterie : Martin arrache les feuilles et les jette.
Les ouvriers reviennent avec un grand dîner. Ils commencent à mettre la table. Chanter que l’automne est la meilleure de toutes les saisons. Le siège de Martin est à la tête de la table et Steenie est assis à l'autre bout. Martin dit à tout le monde que leur maîtresse serait heureuse de les voir tous si joyeux, mais Steenie marmonne qu'un homme plus jeune a la place d'honneur et que chaque chien a sa journée. Ils disent tous au vieil homme de se taire et Martin propose un toast à Mabel absente. Luc rejoint le groupe et annonce qu'en tant que frère de leur défunt maître, il devrait de droit diriger les célébrations de la récolte. Il encourage tout le monde à bien boire, répète le toast à leur maîtresse, puis refuse la proposition de Martin de danser tous ensemble, suggérant plutôt qu'ils ont une histoire à raconter. Il raconte à tout le monde qu'il a vu Hannah donner le lait et Steenie en profite pour déclarer qu'il a toujours su qu'elle n'était pas une bonne personne et qu'ils n'accueillent pas les voleurs. Martin prend la défense d'Hannah et Hannah elle-même explique à qui elle a donné le lait. Les ouvriers la soutiennent et quand Hannah dit qu'elle va quitter la ferme immédiatement, Martin dit que c'est Steenie qui devrait partir parce qu'il l'a insultée. Hannah insiste pour partir et Steenie dit que rien ne pourra jamais se débarrasser de lui.
Alors que les ouvriers remarquent que les désagréments constants de Steenie ruinent toujours leurs plaisirs, Mabel revient et demande à Martin de lui dire ce qui se passe. Il explique que Steenie a insulté Hannah et malgré les protestations d'Hannah, Mabel accepte que Steenie parte. Steenie est choquée et Mabel continue de dire à Hannah qu'elle aussi sera bannie pour vivre dans une cabane de berger sur les pentes de la montagne et s'occuper des moutons là-bas. Tout le monde réfléchit à la situation : un collègue de longue date qui a travaillé à la ferme toute sa vie a été licencié ; Martin observe que Steenie commençait à agir comme s'il était le propriétaire des lieux. Hannah accepte à regret son exil.
Tous les ouvriers partent et Martin se retrouve seul avec Mabel. Martin dit que l'endroit sera triste sans Hannah et demande à Mabel comment s'est déroulée la mission. Elle répond qu'elle a obtenu une copie du testament de son mari qui lui a tout légué et qu'elle compte donner à Luke une somme d'argent pour l'aider à mettre fin à ses habitudes de vagabondage.
Maintenant Luke lui-même revient, complètement ivre ; commenter les mérites du domaine et la force de sa bière. Luke tente de flatter Mabel, mais lorsqu'elle lui révèle le contenu du testament, il répond que le seul testament qu'il reconnaît est celui de la Foire. Mabel lui offre le sac d'argent et non seulement il le refuse grossièrement, disant qu'il ne renoncera pas à ses droits pour un misérable sac de pièces, mais il propose en fait d'épouser Mabel afin de pouvoir devenir maître du domaine. Mabel court vers Martin et dit à Luke que le propriétaire de la ferme est déjà là. Martin et Luke sont tous deux choqués par cela et Luke laisse échapper sa détermination à se venger. Mabel et Martin sont tout aussi déterminés à vivre en paix, mais ils reconnaissent le danger évident que représente Luke. Luke réitère sa menace, lève le poing, puis, alors qu'il s'éloigne, invisible pour Mabel et Martin, attrape le sac d'argent.
Mabel fait à nouveau allusion à son intention d'épouser Martin pour le rendre maître du domaine, mais Martin exprime en privé sa confusion : il se rend compte que Mabel est amoureuse de lui, mais il aime Hannah et décide que si Hannah ne lui rend pas son amour, alors la vie ne vaudra pas la peine d'être vécue.

### Troisième acte
Sur les pentes d'Helvellyn, les filles du domaine conduisent Hannah jusqu'à la cabane qui deviendra sa maison : un vieux berger sort de la cabane et lui confie la garde du troupeau. Les filles disent à Hannah, de manière assez bizarre, qu'elle peut y vivre une vie tranquille, loin du monde et de ses problèmes, avec seulement le tintement des cloches des moutons pour lui rappeler quand il est temps de se reposer. Alors que les filles partent, Hannah accepte tout cela, commentant qu'elle semble avoir vécu toute sa vie dans un état de solitude et qu'ici la paix de la montagne permettra à son cœur douloureux de se réjouir. Martin arrive et commente que ce que Hannah répond maintenant scellera son destin. Il lui dit que Mabel lui a proposé de l'épouser et, avec cela, de devenir propriétaire du domaine. Hannah dit que c'est un geste noble, mais Martin lui dit qu'il a refusé l'offre et que c'est la faute d'Hannah. Hannah est dévastée, mais Martin continue de lui dire qu'il ne peut épouser personne d'autre parce qu'il l'aime. Hannah commente tristement que tout espoir de repos a une fois de plus été ruiné par la tromperie. Martin attend sa réponse, mais elle lui dit qu'il ne peut y avoir aucun réconfort pour elle dans cette vie et qu'elle ne pourra jamais lui rendre son amour. Cela lui rappelle l'incendie qui a détruit la fonderie et Ralph, que tout le monde accuse d'être responsable ; Martin maudit Ralph, mais est arrêté net lorsque Hannah lui dit qu'elle est la fille de Ralph et que Martin doit la mépriser pour cela. Martin proteste qu'il partagera tout avec elle, mais elle se précipite dans la cabine et claque la porte.
Martin la supplie de lui parler ; Il lui dit que ce n'est pas sa responsabilité d'expier ce que son père a fait, et qu'il l'aime tellement que son cœur se brise. Il n'y a que le silence dans la cabane. Lentement, Martin part, et après quelques instants, la porte de la cabine s'ouvre et Hannah en sort. Il regarde Martin, fait quelques pas pour le suivre, mais s'arrête, lève les yeux, puis baisse la tête et retourne à la cabane, les mains jointes devant lui.
Le lendemain matin, sur le domaine, la cloche de l'église sonne et tous les ouvriers se rassemblent pour le service et commentent à quel point c'est une belle journée. Ils échangent des potins, les femmes commentant le remariage de Mabel et les hommes se disant à quel point Martin a de la chance. Luc s'approche lentement, commentant qu'il est démodé de prier à l'église et de répandre des ragots à l'extérieur. Il est déterminé à se venger et cherche autour de lui un pion pour l'aider à y parvenir. Il aperçoit Steenie et, alors que la cloche de l'église ralentit et que tout le monde se rend à la messe, Steenie dit qu'il ne peut affronter personne maintenant que tout le monde connaît sa disgrâce et son exil. Luke lui dit que si cela lui arrivait, il planifierait sa vengeance et ne se plaindrait pas. Malgré sa situation, Steenie est offensé par l'idée qu'il ferait quoi que ce soit pour nuire à l'endroit où il est né et où il a passé toute sa vie. Luke est sur le point de renvoyer le vieil homme chez lui lorsque Steenie lui demande de quoi il s'agit. Luke lui dit que Mable envisage d'épouser Martin, et Steenie dit que la nuit précédente, il avait vu Martin se rendre au chalet d'Hannah et y passer du temps, puis, malgré ses doutes initiaux, il allait lui aussi à l'église.
On peut entendre le son de la congrégation chantant un hymne de moisson. Mabel s'approche, se demandant où Martin pourrait être. Luke saisit l'occasion et lui dit que si elle veut retrouver Martin, elle ferait mieux d'aller au chalet d'Hannah, car Hannah est une belle fille et Martin est piégé par elle. Il s'éloigne, laissant son venin se répandre. Mabel refuse d'y croire, mais elle a remarqué le comportement de Martin. Il s'approche et elle lui demande où il était. Martin ne lui répond pas, alors elle le défie directement, lui demandant s'il est allé au chalet d'Hannah. Il lui dit qu'il a besoin du réconfort de l'église et qu'après le service, il lui expliquera tout ; il essaie de la conduire à l'église mais elle s'éloigne de lui. Il y va et Mabel dit qu'il aime visiblement quelqu'un d'autre, donc il a dû être sous un charme.
À ce moment-là, Hannah grimpe par-dessus la clôture et salue poliment Mabel. Mabel lui demande sans détour pourquoi elle est venue : est-ce pour voir Martin ? Est-il allé jusqu'au chalet sur la colline et lui a-t-il avoué son amour ? Hannah est sans voix et Mabel prend son silence comme une confession. Mabel montre la maison et dit à Hannah que jusqu'à son arrivée, c'était un lieu de calme et de contentement, mais que la présence d'Hannah l'a maudit. Devant cette provocation, Hannah crie qu'elle est maudite et implore le ciel de lui donner la force de supporter la misère. Mabel enlève son collier et l'offre à Hannah, lui disant de prendre tout ce qu'elle a, mais de laisser le cœur de Martin derrière elle. Hannah lui dit qu'elle ne sera jamais à Martin. Alors que les chants reprennent à l'intérieur de l'église, Mabel lève sa Bible et demande à Hannah de jurer dessus. Hannah dit qu'elle le fera : elle jure qu'elle n'a rien fait pour séduire Martin et qu'elle ne recherche pas son amour, mais lorsque Mabel lui demande de jurer qu'elle n'aime pas Martin, Hannah hésite et ne peut répéter le serment. Mabel prend cela comme une preuve et, lorsque les gens quittent l'église, ils entendent les mots de Mabel « culpabilité » et « méchanceté » et demandent ce qui se passe. Mabel accuse Hannah de sorcellerie et, dans un grand chœur, Martin prend la défense d'Hannah, Mabel commente qu'elle a été trahie par ceux qu'elle a élevés, Hannah s'effondre incapable de tout supporter, Luke exulte parce que son plan semble fonctionner à merveille, Steenie commente qu'il est peut-être vieux et grincheux, mais il n'a pas encore complètement perdu la tête et tout le monde essaie de comprendre ce qui se passe et pourquoi tout le monde semble être devenu fou. Hannah dit qu'elle part pour toujours et quand Martin essaie de la suivre, elle lui dit que c'est son devoir de partir seule. Il escalade la clôture et s'enfuit.

### Quatrième acte
Plus tard, à la ferme, Mabel file, se disant que faire tourner la roue était autrefois un réconfort pour elle, mais que maintenant tout ce qu'elle peut faire est de pleurer. Martin arrive et Mabel rassemble son courage pour lui parler. Il lui dit qu'elle doit partir ; Il est arrivé à Helvellyn sans rien et maintenant il repartira sans rien. Mabel est confuse, mais Martin lui dit que même si elle lui donnait Hannah, il sortirait et affronterait le monde seul. Il explique ses sentiments à l'arrivée d'Hannah, comment il lui a déclaré son amour sur la montagne et comment elle l'a rejeté. Mabel se rend compte qu'elle a calomnié Hannah et dit à Martin que lorsqu'elle a insisté pour qu'il jure, la seule chose qu'Hannah n'a pas réussi à répéter était qu'elle n'aimait pas Martin. Mable accepte philosophiquement qu'elle n'aimera plus jamais et Martin est ravi de savoir qu'Hannah l'aime vraiment. Mabel lui propose de l'accompagner pour retrouver Hannah et la ramener.
Après leur départ, Steenie sort de la ferme, pour lui jeter un dernier regard avant de partir pour toujours. Il commente le ciel qui baisse et la tempête imminente, et monte dans le grenier au-dessus de la grange pour s'abriter.
Maintenant, Hannah elle-même apparaît, presque incohérente dans son angoisse, se demandant pourquoi Martin lui avait déclaré son amour. Il y a une falaise pratique juste à côté de la grange, et il s'apprête à sauter quand, soudain, un rayon de soleil éclatant perce les nuages gris. Cela lui rappelle la flamme vive de la fonderie en feu et elle se souvient très bien de son père, alors qu'il était mourant, disant qu'il était innocent et désignant quelqu'un d'autre tenant une braise brûlante. Elle a maintenant entrepris de laver le nom de son père, et c'est cela qui lui donne la force de supporter tous les fardeaux de la vie. Elle alluma un feu dans l'âtre et contempla la fenêtre où Martin s'était penché en déclarant son amour pour elle, et avec quelle attention elle avait recherché tout signe d'amour réciproque. Mais maintenant, elle reconnaît la force de son amour et regrette de l'avoir rejeté.
Luke interrompt ses réflexions avec un coup de poing et lui dit qu'il est là pour lui remonter le moral. Hannah allume une lampe et Luke allume sa pipe et lui dit avec désinvolture que son cas et le sien sont les mêmes : elle voulait Martin, il voulait la ferme, mais il n'y avait aucun réconfort pour aucun d'eux. Le seul recours dont ils disposent désormais est donc de détruire ceux qui leur font du mal. Luke déverse son amertume et Hannah dit qu'elle le craint plus que la tempête. Il y a un éclair et Luke invoque avec exultation la puissance de la tempête pour guider sa main vengeresse.
Hannah est horrifiée quand il lui dit qu'ensemble ils peuvent brûler toute la ferme, et il attrape une braise brûlante du feu. Hannah lui dit que lors de l'incendie de la fonderie il y a dix ans, c'est lui qu'elle a vu et c'est lui que son père mourant lui montrait du doigt. Elle lui dit qu'elle ne peut pas s'enfuir maintenant et qu'elle lavera enfin le nom de son père ; il l'attrape.
Alors que la tempête fait rage, Luke crie que rien ne peut l'arrêter désormais et que son nom est toujours maudit. Il la repousse et commence à courir, mais atteint le bord de la falaise et commence à tomber ; Il s'accroche à un arbre mais est frappé par la foudre et Luke tombe à mort dans la vallée en contrebas.
Hannah tombe à genoux et dit que même si elle est la seule à savoir que son père est innocent, son esprit est désormais libre. Steenie descend du grenier et lui dit qu'il a entendu chaque mot ; Il lui a fait du tort, lui dit-il, mais il va se racheter. Il appelle et les ouvriers commencent à se rassembler, tout le monde crie le nom d'Hannah, puis il dit à tout le monde qu'Hannah est la fille de Ralph et que son père est innocent car c'est Luke qui a déclenché l'incendie mortel à la fonderie. Tout le monde dit à Hannah que ses ennuis sont terminés et lorsque Mabel et Martin arrivent, Mabel joint les mains des amoureux et dit à Martin qu'à partir de maintenant elle l'aimera comme un frère. Dans un refrain final, tous chantent que les tempêtes qui menaçaient de détruire leur vie paisible sont passées et que le vieux Helvellyn est à nouveau en paix.